# Dominique Wacalie
Dominique Wacalie (né le 14 août 1982 à Chépénéhé) est un ancien footballeur français et international néo-calédonien, jouant au poste de milieu de terrain.

## Biographie
En 2003, après avoir disputé avec l'AS Vénus la finale de la Coupe des DOM-TOM au Stade de France, il effectue un essai non concluant au Stade lavallois, avant de rejoindre une partie de sa famille à Châteauroux.
Après avoir pris sa retraite en 2014, il est nommé sélectionneur de la Nouvelle-Calédonieen en 2021.

## Palmarès
- Finaliste de la Coupe d'Océanie des nations 2012 avec la Nouvelle-Calédonie